# Stanisław Kurek
Stanisław Kurek (ur. 1 marca 1893 w Uhercach, zm. 1939–1945) – kapitan administracji Wojska Polskiego.

## Życiorys
Urodził się 1 marca 1893 w Uhercach. Był synem Michała (rolnik). W 1914 jako prywatysta ukończył VIII klasę w C. K. Gimnazjum w Sanoku bez zdania egzaminu dojrzałości (w jego klasie byli Wiktor Boczar, Mieczysław Jus, Aleksander Kolasiński, Stanisław Kosina, Franciszek Löwy, Tadeusz Piech, Edmund Słuszkiewicz). Zaangażował się w ramach sanockiego ruchu skautowego, w 1912 był plutonowym I Drużyny Skautów im. hetmana Stanisława Żółkiewskiego w Sanoku – zawołania ex ossibus ultor.
Po zakończeniu I wojny światowej i odzyskaniu przez Polskę niepodległości został przyjęty do Wojska Polskiego. Został awansowany do stopnia kapitana w korpusie oficerów zawodowych administracji dział więziennictwa ze starszeństwem z dniem 1 czerwca 1919. W latach 20. i 30. pełnił funkcję komendanta Wojskowego Więzienia Śledczego IV w Łodzi. W 1932 na liście kapitanów administracji ze starszeństwem z dniem 1 czerwca 1919 był zweryfikowany w korpusie oficerów administracji grupie kancelaryjnej z lokatą 4.
W ramach Apelu Poległych uczniów sanockiego gimnazjum w publikacji z 1958 Józef Stachowicz podał, że Stanisław Kurek zmarł na terenie ZSRR podczas II wojny światowej 1939–1945.
W 1962 Stanisław Kurek został upamiętniony na tablicy Mauzoleum Ofiar II Wojny Światowej na cmentarzu przy ul. Rymanowskiej w Sanoku.